# Alex Krakovsky
Alexander Krakovsky (ukrainien : Олександр Краковський), né le 28 février 1982, est un archiviste, activiste et généalogiste juif ukrainien. Il est l'un des chefs de file de la communauté généalogique juive dans les efforts visant à légaliser la numérisation des documents juifs provenant des archives historiques du gouvernement ukrainien.

## Carrière
Krakovsky commence à faire des recherches généalogiques en 2011, et après avoir demandé des copies de documents originaux aux archives de Lviv, on lui dit qu'il doit payer 116 000 hryvnias (2 800 euros) pour les obtenir. Contrarié par cette situation, Krakovsky commence à intenter des procès aux archives pour obtenir un accès plus équitable aux documents historiques. En 2019, il fait un procès au ministère de la Justice après que celui-ci a interdit aux particuliers de copier des documents d'un format supérieur à celui d'une lettre ou contenus dans des livres d'une épaisseur supérieure à 3,81 cm. Le 3 octobre 2019, le tribunal administratif du district de Kiev juge que la loi contestée par Krakovsky est illégale au regard du droit ukrainien.
Il intente également un procès aux archives régionales de l'oblast de Jytomyr en raison du manque d'accès systématique aux documents, déclarant : « Si le directeur [des archives] ne vous aime pas, il peut vous refuser l'accès sous n'importe quel prétexte : le document est en mauvais état, vous allez l'endommager, votre iPhone [appareil photo], même sans flash, l'altère, et bien d'autres raisons absurdes ». Il poursuit avec succès plus d'une douzaine de divisions d'archives gouvernementales ukrainiennes devant les tribunaux en vertu des lois sur la liberté d'information, en raison des politiques restrictives qui empêchent un accès équitable aux archivistes et aux chercheurs. Il soutient que le libre accès aux archives historiques relève de l'article 10 de la Convention européenne des droits de l'homme et constitue un précédent en vertu de l'affaire Kenedi c. Hongrie.
Outre l'accès inéquitable, Krakovsky critique le comportement des employés envers les visiteurs des archives, alléguant qu'aux Archives historiques centrales de l'Ukraine à Kiev (en), un employé de la salle de lecture, un séparatiste du Donbass, devient agressif envers les lecteurs et affiche ouvertement son « mépris » pour la langue ukrainienne. Il déclare également qu'il y a un traitement préférentiel envers les chercheurs russes dans les archives de Kiev et que les Ukrainiens n'ont pas accès aux mêmes ressources que les Russes. En 2017, il prend la parole lors d'une conférence organisée par le Bureau de la Commission des droits de l'homme du Parlement ukrainien et le Centre pour la démocratie et l'État de droit sur le manque de transparence des archives en Ukraine.
Depuis 2017, Krakovsky a mené un effort d'archivage de plus de 3 000 livres métriques juifs, de listes de révision et d'autres documents historiques contenus dans les archives ukrainiennes en les numérisant et en les téléchargeant dans une base de données en libre accès sur le site Wikisource en ukrainien.
En 2020, un GoFundMe est lancé pour recueillir des dons afin d'acheter du matériel de numérisation pour accélérer la numérisation des documents d'archives. En août 2023, plus de 35 000 dollars ont été collectés.

### Recherche généalogique
Outre l'archivage des documents ukrainiens, Krakovsky donne souvent des conférences et des présentations sur la manière d'entreprendre des recherches généalogiques et d'utiliser les documents qu'il a aidé à numériser,,,. JewishGen (en), une organisation généalogique en ligne à but non lucratif, indexe plus d'un million de documents individuels contenus dans les livres archivés par Krakovsky, ce qui permet aux chercheurs d'y avoir accès gratuitement.

## Vie privée
Krakovsky est le vice-président du conseil d'administration du Centre de recherche généalogique de Kiev.
Sa mère est née dans le village de Sevastyanivka, dans l'oblast de Tcherkassy.